# Heinkel HD 26
Die Heinkel HD 26 war ein von den Ernst Heinkel Flugzeugwerken in Warnemünde im Auftrag der japanischen Marine entwickeltes, deutsches bordgestütztes Jagdflugzeug der 1920er Jahre. Das Kürzel HD steht für Heinkel Doppeldecker.

## Geschichte
Der japanische Marineattaché in Berlin, Kojima, erteilte Ernst Heinkel Anfang 1925 den Auftrag zur Entwicklung zweier Typen, eines Aufklärers sowie eines Jagdflugzeugs mit Schwimmwerk, die von Schiffen aus starten und operieren sollten. Die Konstruktion einer dafür notwendigen Startvorrichtung war ebenfalls in der Forderung enthalten. Bei einer erfolgreichen Erprobung war der Serienbau in japanischer Lizenz vorgesehen. Als Reaktion entwickelte Heinkel in einer für ihn typischen extrem kurzen Zeitspanne, dem sogenannten „Heinkel-Tempo“, noch in der ersten Jahreshälfte 1925 den Aufklärer HD 25 und das etwas kleinere, als Jäger ausgelegte Muster HD 26. Von beiden Typen wurden jeweils zwei Prototypen gebaut. Die beiden HD 26 mit den Werknummern 224 und 225 wurden als konventionelle Doppeldecker ausgelegt und erhielten als Antrieb einen HS-42 8Fb-V-Motor mit 300 PS. Für den Schiffsdeckstart konstruierte Heinkel eine spezielle, 21,5 m lange und um 3° abfallende Ablaufbahn aus Holz, die auf dem Warnower Breitling, der die dafür nötigten Windverhältnisse bot, nahe dem Heinkelschen Stammwerk in Warnemünde ab Juni 1925 erfolgreich getestet wurde. Das Flugzeug wurde dabei auf einen darauf befindlichen Startwagen gehoben und startete anschließend aus eigener Kraft mit Höchstleistung gegen den Wind. Den Berechnungen zufolge war es einem Flugzeug mit 2400 kg Startmasse auf diese Art möglich, bei einem herrschenden Gegenwind von 7 m/s abzuheben. Diese Annahme konnte mit der HD 25 bestätigt werden; die Tests mit der sehr viel leichteren HD 26 verliefen erwartungsgemäß ebenfalls erfolgreich. Im Bordbetrieb sollte die erforderliche Windgeschwindigkeit durch das Drehen des Schiffs in den Wind erzeugt werden. Diese Ablaufbahn kann als Vorläufer des schiffseigenen Flugzeugkatapults angesehen werden, dessen erster Typ K-1 ebenfalls bei Heinkel entwickelt und 1927 erfolgreich getestet werden konnte.
Nach Beendigung der Startversuche und der Flugerprobung wurden die HD 26 zusammen mit den beiden HD 25 nach Japan verschifft. Gleichzeitig erhielten Ernst Heinkel, sein Chefkonstrukteur Karl Schwärzler und der Testpilot Carl Clemens Bücker als Dank für die schnelle Umsetzung eine Einladung nach Japan, die neben der Präsentation von Flugzeugen und Startvorrichtung auch für eine Vortragsreihe über deutschen Flugzeugbau in Japan sowie für Besichtigungen japanischer und US-amerikanischer Flugzeugwerke genutzt werden sollte. Heinkel sagte zu und fuhr mit Schwärzler Anfang August 1925 per Schiff über die USA nach Japan, Bücker reiste über die Sowjetunion mit der Transsibirischen Eisenbahn an. Dort fanden die Vorführungen vom Schlachtschiff Nagato und dem schweren Kreuzer Furutaka aus statt, wo die Ablaufbahnen für diesen Zweck aufgebaut worden waren. Die japanische Seite war zufrieden und erwarb wie angekündigt die Lizenzrechte der HD 25 und der HD 26 samt der Startvorrichtung. Die vier Flugzeuge wurden von der Aichi Tokei Denki K.K. übernommen und weiter erprobt, wobei die HD 26 als „Typ 2 einsitziger Seeaufklärer“ oder auch als „Kleiner Heinkel-Seeaufklärer“ bezeichnet wurden. Eine der beiden HD 26 wurde testweise mit einem leistungsstärkeren, von Nakajima in Lizenz gebauten britischen 420-PS-Sternmotor Jupiter VI ausgerüstet. Mit diesem Antrieb erreichte das Flugzeug eine Höchstgeschwindigkeit von 211 km/h und die Steigzeit auf 3000 m in 7,5 min verringerte sich bei einer Startmasse von 1500 kg im Vergleich zum HS-42 um nahezu die Hälfte. Trotzdem wurden von der HD 26 keine weiteren Exemplare gebaut, im Gegensatz zur HD 25, von der Aichi eine kleinere Serie auflegte.

## Konstruktion
Die HD 25 war ein halbfreitragender, einstieliger Doppeldecker in Holzbauweise. Der Rumpf besaß einen rechteckigen, im oberen Bereich gewölbten und nach hinten in eine senkrechte Schneide auslaufenden Querschnitt. Das Gerüst bestand aus vier Spruce-Längsholmen, leichten hölzernen Querspanten und tragender Sperrholzbeplankung. Der Motor war in einem leicht abnehmbaren Stahlrohrgerüst, das bis zum Brandschott mit Aluminiumblechen verkleidet war, eingebaut. Dieses befand sich zwischen dem Motor und dem Kraftstoffbehälter und bestand aus Leichtmetall. Ein weiterer Tank war im Mittelstück des Oberflügels untergebracht.
Der dreiteilige Oberflügel sowie der Unterflügel waren stark gestaffelt und bestanden aus zwei Kastenholmen, Sprucegurten, Sperrholzstegen und Holzrippen. Sie waren untereinander durch V-Streben sowie mit dem Rumpf durch N-Stiele verbunden. Bis auf die mit Sperrholz beplankten Flügelunterseiten zwischen den Holmen waren sämtliche Flächen mit Stoff bespannt. Die oberen Außenflügel und die unteren Flügel waren mit Hakengelenken angeschlagen und konnten deshalb durch Lösen je eines Stielbolzens leicht demontiert werden. Nur der Oberflügel verfügte über Querruder.
Das Leitwerk der HD 25 bestand aus hölzernen Flossen mit Sperrholzbeplankung, wobei Seiten- und Kielflosse freitragend waren, die Höhenflosse aber durch zwei Streben am Rumpf abgestützt wurde. Sämtliche Ruder besaßen einen aerodynamischen Ausgleich und bestanden aus einem Stahlrohrgerüst mit Stoffbespannung. Das Flugzeug verfügte über zwei einstufige Holzschwimmer, die im vorderen Bereich flachbödig und im hinteren gekielt waren. Sie waren mit dem Rumpf durch W-Streben und untereinander durch Längsstreben verbunden und so konstruiert, dass sie in kürzester Zeit vom Schwimmergestell gelöst werden konnten. Ihn ihnen befanden sich mehrere wasserdichte Abteilungen, die im Bedarfsfall einen Reserveauftrieb von 84 % ermöglichten.

## Technische Daten
| Kenngröße                                | Daten                                                                                          |
| ---------------------------------------- | ---------------------------------------------------------------------------------------------- |
| Besatzung                                | 1                                                                                              |
| Spannweite                               | 11,8 m                                                                                         |
| Länge                                    | 8,3 m                                                                                          |
| Höhe                                     | 3,53 m                                                                                         |
| Flügelfläche                             | 37,84 m²                                                                                       |
| Rüstmasse                                | 1100 kg                                                                                        |
| Zuladung                                 | 577 kg                                                                                         |
| Startmasse                               | 1677 kg                                                                                        |
| Antrieb                                  | ein wassergekühlter Achtzylinder-V-Motor Hispano-Suiza 8Fb mit zweiblättriger Holzluftschraube |
| Startleistung Nennleistung Dauerleistung | 345 PS (254 kW) 300 PS (221 kW) 270 PS (199 kW)                                                |
| Kraftstoffvolumen                        | 600 l                                                                                          |
| Höchstgeschwindigkeit                    | 185 km/h                                                                                       |
| Landegeschwindigkeit                     | 77 km/h                                                                                        |
| Steiggeschwindigkeit                     | 4,2 m/s                                                                                        |
| Steigzeit                                | 4,0 min auf 1000 m Höhe 8,5 min auf 2000 m Höhe 14,0 min auf 3000 m Höhe                       |
| Dienstgipfelhöhe                         | 5200 m                                                                                         |
| Reichweite                               | 900 km                                                                                         |
| Flugdauer                                | 5,0 h                                                                                          |